# Список атаманов войсковых казачьих обществ России
В списке представлены атаманы (руководители) войсковых казачьих обществ, включенных в Государственный реестр казачьих обществ в Российской Федерации. Атаманы утверждаются президентом Российской Федерации на срок, установленный уставом соответствующего казачьего общества.

## Волжское войсковое казачье общество
- Гусев Борис Николаевич (утвержден распоряжением президента Российской Федерации от 1 августа 1996 г. № 407-рп и указом президента Российской Федерации от 16 марта 2007 г. № 357)
- Миронов Иван Кузьмич (утвержден указом президента Российской Федерации от 20 сентября 2010 г. № 1136)
- Иванов Юрий Евгеньевич (утвержден указами президента Российской Федерации от 16 апреля 2014 г. № 246 и от 27 июня 2019 г. № 299)

## Войсковое казачье общество «Всевеликое войско Донское»
- Хижняков Вячеслав Фадеевич (утвержден распоряжением Президента Российской Федерации от 14 октября 1997 г. № 414-рп)
- Водолацкий Виктор Петрович (утвержден Указами Президента Российской Федерации от 20 января 2000 г. № 86, от 22 февраля 2007 г. № 209 и от 9 февраля 2010 г. № 173)
- Гончаров Виктор Георгиевич (утвержден Указом Президента Российской Федерации от 7 октября 2013 г. № 768)
- Бодряков, Сергей Николаевич избран атаманом на состоявшемся 3 сентября 2022 г. в Новочеркасске XXVIII войсковом Большом Круге Войскового казачьего общества «Всевеликое войско Донское».

## Енисейское войсковое казачье общество
- Высотин Александр Лукич (утвержден распоряжением Президента Российской Федерации от 14 октября 1997 г. № 415-рп)
- Миронов Владимир Николаевич (утвержден Указом Президента Российской Федерации от 25 июля 2000 г. № 1354)
- Платов Павел Иванович (утвержден Указами Президента Российской Федерации от 5 ноября 2004 г. № 1408 и от 10 октября 2009 г. № 1133)
- Глотов Сергей Федорович (утвержден Указом Президента Российской Федерации от 11 октября 2012 г. № 1351)
- Артамонов Павел Петрович (утвержден Указом Президента Российской Федерации от 5 августа 2015 г. № 401)

## Забайкальское войсковое казачье общество
- Богданов Александр Васильевич (утверждён распоряжением Президента Российской Федерации от 26 мая 1997 г. № 212-рп)
- Бобров Сергей Григорьевич (утверждён Указом Президента Российской Федерации от 9 февраля 2010 г. № 172)
- Чупин Геннадий Петрович (утвержден Указом Президента Российской Федерации от 31 июля 2014 г. № 543)

## Иркутское войсковое казачье общество
- Лелюх Владимир Федорович (утвержден Указом Президента Российской Федерации от 22 декабря 1999 г. № 1684)
- Шахов Николай Иванович (утвержден Указами Президента Российской Федерации от 17 января 2001 г. № 42 и от 10 октября 2009 г. № 1134)

## Кубанское войсковое казачье общество
- Громов Владимир Прокофьевич (утвержден распоряжением Президента Российской Федерации от 7 августа 1998 г. № 288-рп и Указом Президента Российской Федерации от 9 октября 2006 г. № 1099)
- Долуда Николай Александрович (утвержден Указами Президента Российской Федерации от 6 февраля 2008 г. № 139, от 31 марта 2011 г. № 370 и от 7 августа 2017 г., № 362)
- Власов Александр Иванович (утвержден Указом Президента Российской Федерации от 1 мая 2021 г. № 261)

## Оренбургское войсковое казачье общество
- Глуховский Владимир Ильич (утвержден Указами Президента Российской Федерации от 10 августа 2002 г. № 881 и от 17 мая 2006 г. № 498)
- Романов Владимир Иванович (утвержден Указами Президента Российской Федерации от 7 февраля 2011 г. № 151, от 23 июня 2014 г. № 457 и от 28 февраля 2019 г. № 86)

## Сибирское войсковое казачье общество
- Калетин Виктор Александрович (утвержден распоряжением Президента Российской Федерации от 26 мая 1997 г. № 213-рп; освобожден от обязанностей атамана распоряжением Президента Российской Федерации от 30 июля 1999 г. № 257-рп)
- Плетнев Виктор Яковлевич (утвержден распоряжением Президента Российской Федерации от 30 июля 1999 г. № 257-рп)
- Острягин Анатолий Иванович (утвержден Указами Президента Российской Федерации от 14 февраля 2006 г. № 109 и от 10 октября 2009 г. № 1135)
- Привалов Геннадий Николаевич (утвержден Указами Президента Российской Федерации от 7 декабря 2012 г. № 1612 и от 23 февраля 2018 г. № 86)

## Терское войсковое казачье общество
- Шевцов Владимир Константинович (утвержден распоряжением Президента Российской Федерации от 26 мая 1997 г. № 214-рп)
- Бондарев Василий Павлович (утвержден Указами Президента Российской Федерации от 15 июля 2000 г. № 1325, от 17 апреля 2007 г. № 502 и от 17 января 2010 г. № 76)
- Клименко Сергей Александрович (утвержден указом президента Российской Федерации от 7 декабря 2012 г. № 1613)
- Журавский Александр Вячеславович (утвержден указом президента Российской Федерации от 29 октября 2015 г. № 539)
- Кузнецов Виталий Владимирович (утвержден указом президента Российской Федерации от 5 марта 2021г. № 129)

## Уссурийское войсковое казачье общество
- Полуянов Виталий Алексеевич (утвержден распоряжением Президента Российской Федерации от 14 октября 1997 г. № 416-рп и указом президента Российской Федерации от 19 апреля 2007 г. № 503)
- Мельников Олег Анатольевич (утвержден Указом Президента Российской Федерации от 7 февраля 2011 г. № 152)
- Степанов, Владимир Николаевич (утверждён Указом Президента Российской Федерации от 9 октября 2017 г. № 471)
- Агибалов Александр Александрович (утвержден Указ Президента Российской Федерации от 05.02.2024 г. № 93 Об атамане Уссурийского войскового казачьего общества)[1]

## Войсковое казачье общество «Центральное казачье войско»
- Налимов Валерий Иванович (утвержден Указом Президента Российской Федерации от 23 декабря 2010 г. № 1590)
- Миронов Иван Кузьмич (утвержден Указом Президента Российской Федерации от 16 апреля 2014 г. № 247)

## Войсковое казачье общество «Черноморское казачье войско»
- Сироткин Антон Викторович (утвержден Указом Президента Российской Федерации от 05.03.2021 г. № 130)